# Leoncin
 Leoncin phát âm [lɛˈɔnt͡ɕin] là một ngôi làng ở Nowy Dwór Mazowiecki, Masovian Voivodeship, ở miền đông trung bộ Ba Lan. Đó là khu vực hành chính Gmina Leoncin.
Leoncin nằm cách khoảng 40 kilômét (25 mi) về phía tây bắc Warsaw. Nó có một nhà thờ tân cổ điển từ năm 1885, cũng như một nhà nguyện bằng gỗ có từ cuối thế kỷ 18 được đặt tại một nghĩa trang gần đó. Nó cũng nổi tiếng vì là nơi sinh của Ca sĩ Isaac Bashevis.

## Thế kỷ 20
Cộng đồng Leoncin của người Do Thái trong các phân vùng của Ba Lan rất nhỏ, tổng cộng có khoảng 30 gia đình kinh doanh, một số vườn trồng trọt, những người khác điều hành quán rượu và sản xuất thủ công. Họ đã bị Đế quốc Nga trục xuất trong Thế chiến I. Chỉ có bảy người được phép mang theo tài sản cá nhân của họ nhờ sự phản kháng của một giáo sĩ New York, những người khác thì không. Người Do Thái trở về Leoncin sau khi Đệ nhị Cộng Hòa Ba Lan (tái sinh chủ quyền Ba Lan). Vào năm 1921, có 149 người Do Thái Ba Lan trong làng theo điều tra dân số, con số này chiếm khoảng 51,7% dân số. Trong những năm sau đó, do một phần khó khăn về kinh tế cũng như sự kích động của Zion, nhiều người đã rời vùng đất này để đi tìm kiếm đồng cỏ xanh hơn, bao gồm cả gia đình Rabbi Pinchas Mendel Zynger, vợ Baszewa và các con của họ, bao gồm cả Icek Hersz Zynger. Trong cuộc tàn sát Holocaust ở Ba Lan, vào mùa đông năm 1940 – 41, những cư dân Do Thái còn lại của Leoncin đã bị trục xuất đến một khu tập trung Do Thái quá cảnh ở Nowy Dwór Mazowiecki và từ đó, đến các trại hủy diệt.